# Історичні концерти (Василенко)
Історичні концерти — серія загальнодоступних абонементних концертів при ІРМТ, організованих в Москві С. Н. Василенко з метою знайомства широкої публіки з музикою різних епох і стилів. Концерти проходили в 1907—1917 роках.
Дирекція ІРМТ надавала для концертів безкоштовно Великий зал Московської консерваторії і нотну бібліотеку. Нові ноти купувалися С. Н. Василенко за свій рахунок. Великий симфонічний оркестр постійного складу включав переважно музикантів Большого театру. Музиканти (оркестранти та солісти — інструменталісти та співаки) виступали за помірну плату, яка надходила з особистих коштів Василенко.

Переважне право на придбання абонементів надались робітникам Цинделевської, Прохоровської, Морозовської та інших фабрик, учнівській молоді — університету, Інституту шляхів сполучення, Народному університету імені Шанявського, технічним училищам. Учнів консерваторії пускали по контрамарках.
У кожен сезон починаючи з 2-го (1908/1909) проводилося близько 10 концертів. З 4-го сезону (1910/1911) наплив слухачів став такий великий, що Василенко вирішив проводити генеральні репетиції при публіці (за безкоштовними перепустками). У 5-й сезон (1911/1912) кожен концерт повторювався. Концерти користувалися величезною популярністю, і в сезон 1913/1914 отримали «остаточне визнання» преси.